# Мытищинский завод художественного литья
Мытищинский завод художественного литья — советское предприятие художественно-промышленного профиля. Ныне не существует. Производственная площадка располагалась на улице Университетской, на её месте в начале XXI-ого века построен торговый центр «Красный кит». Последняя организация ООО «Мытищинский экспериментальный завод художественного литья» имела юридический адрес в городе Мытищи, Олимпийский проспект, дом 46, корпус 4. Учредителем ООО «МЭЗХЛ им. Е. Ф. Белашовой» выступала Всероссийская Творческая Общественная организация «Союз Художников России»; общество ликвидировано в 2002 году.

## История

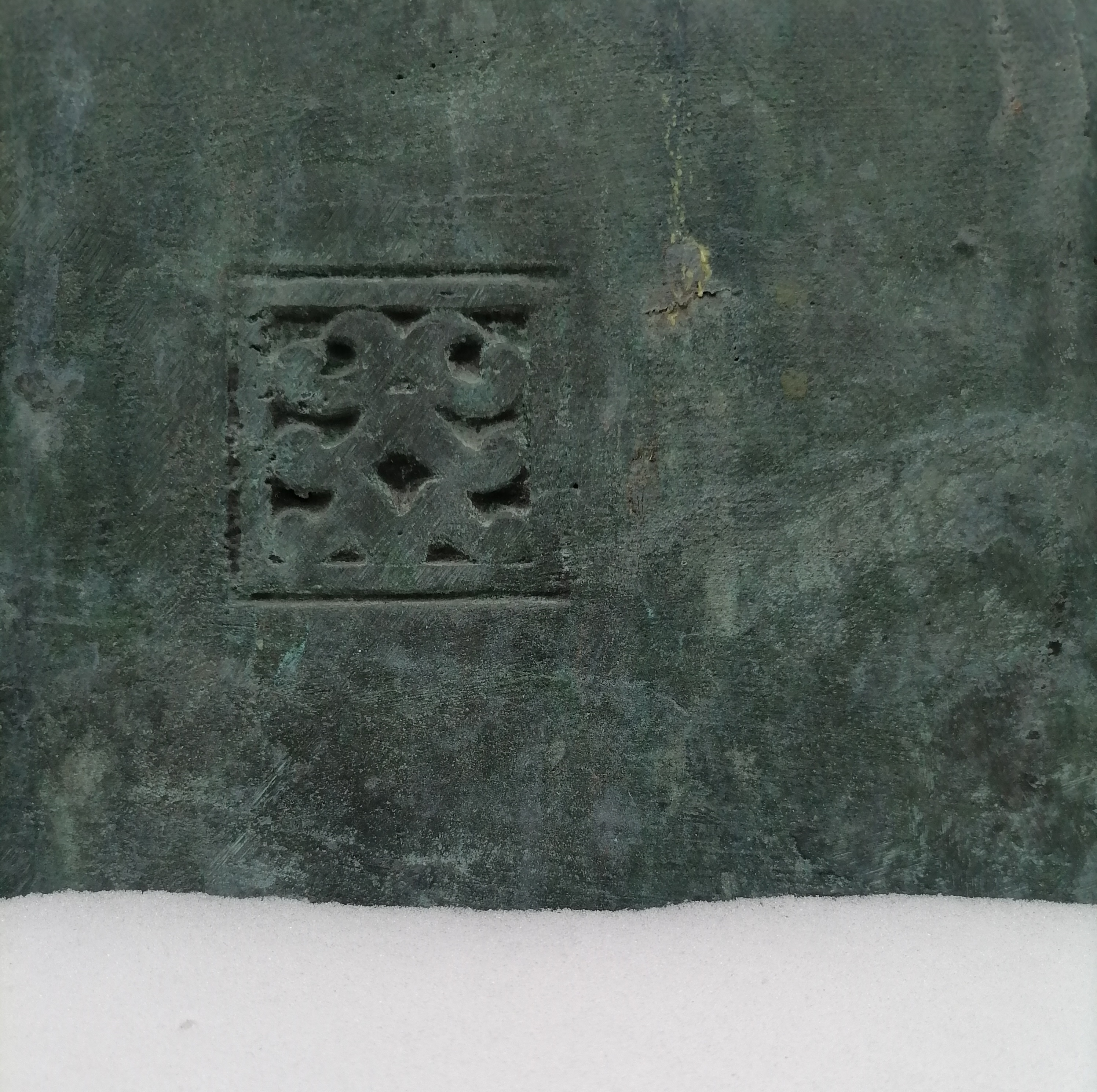
Фирменное клеймо

Организован на месте Мытищинской машинно-тракторной станции. Первоначально был открыт как скульптурная фабрика № 3. Летом 1938 года под размещение производства были заняты здания барачного типа и сараи. С 1939 года фабрика начала производить скульптуры из бетона.
В годы Великой Отечественной войны на фабрика перешла на выпуск продукции военного назначения: каски, маскировочные колпаки и ручки к саперным лопатам. Художественное производство было возобновлено в 1946 году.
В 1946 году был освоен выпуск скульптурно-художественного литья из металла — бронзы, чугуна, алюминия.
На заводе были изготовлены известные памятники для Москвы — Юрию Долгорукому (1954), Карлу Марксу (1961), Михаилу Кутузову (1966), Владимиру Высоцкому (1984), Александру Суворову (1980). Впоследствии, 1950-е и 1960-е годы, вариантом фирменного клейма продукции завода было изображение памятника Юрию Долгорукому, обрамлённое названием завода.
В 1953 году заводу было присвоено имя известного советского скульптора — народной художницы Е. Ф. Белашовой.
В условиях новой экономической политики в стране предприятие перешло в собственность Художественного фонда, а в начале сентября 1995 года ВТОО «Союз художников России» реорганизовало завод в общество с ограниченной ответственностью. В условиях рынка услуг заказов стало несоизмеримо с прежними временами меньше, и в октябре 2002 года ООО «Мытищинский экспериментальный завод художественного литья» было ликвидировано. Часть работников перешло в созданное ещё в 1989 году при Академии творчества СССР экспериментальное художественно-производственное объединение «Вель», располагавшееся в Мытищах. Было выполнено несколько интересных заказов (бюст Екатерины II, бюст дважды Героя Советского Союза космонавта Геннадия Стрекалова и т. п.). Однако впоследствии и это предприятие обанкротилось.

## Галерея

Памятник Юрию Долгорукому
Памятник Суворову
Памятник Кутузову
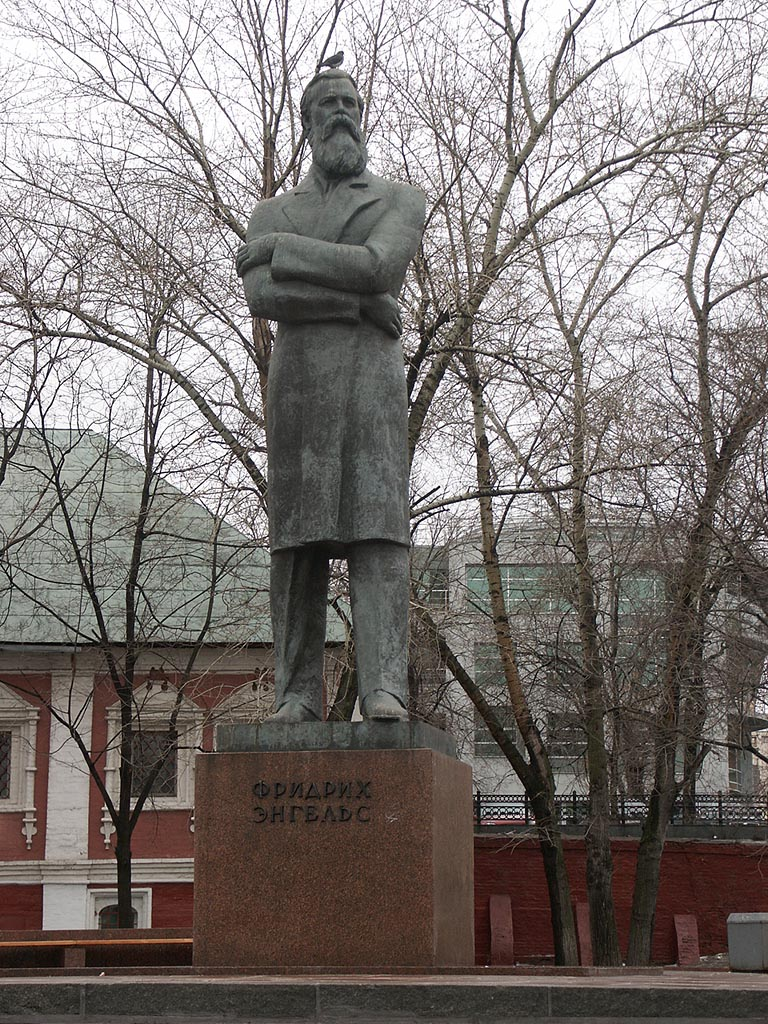
Памятник Энгельсу
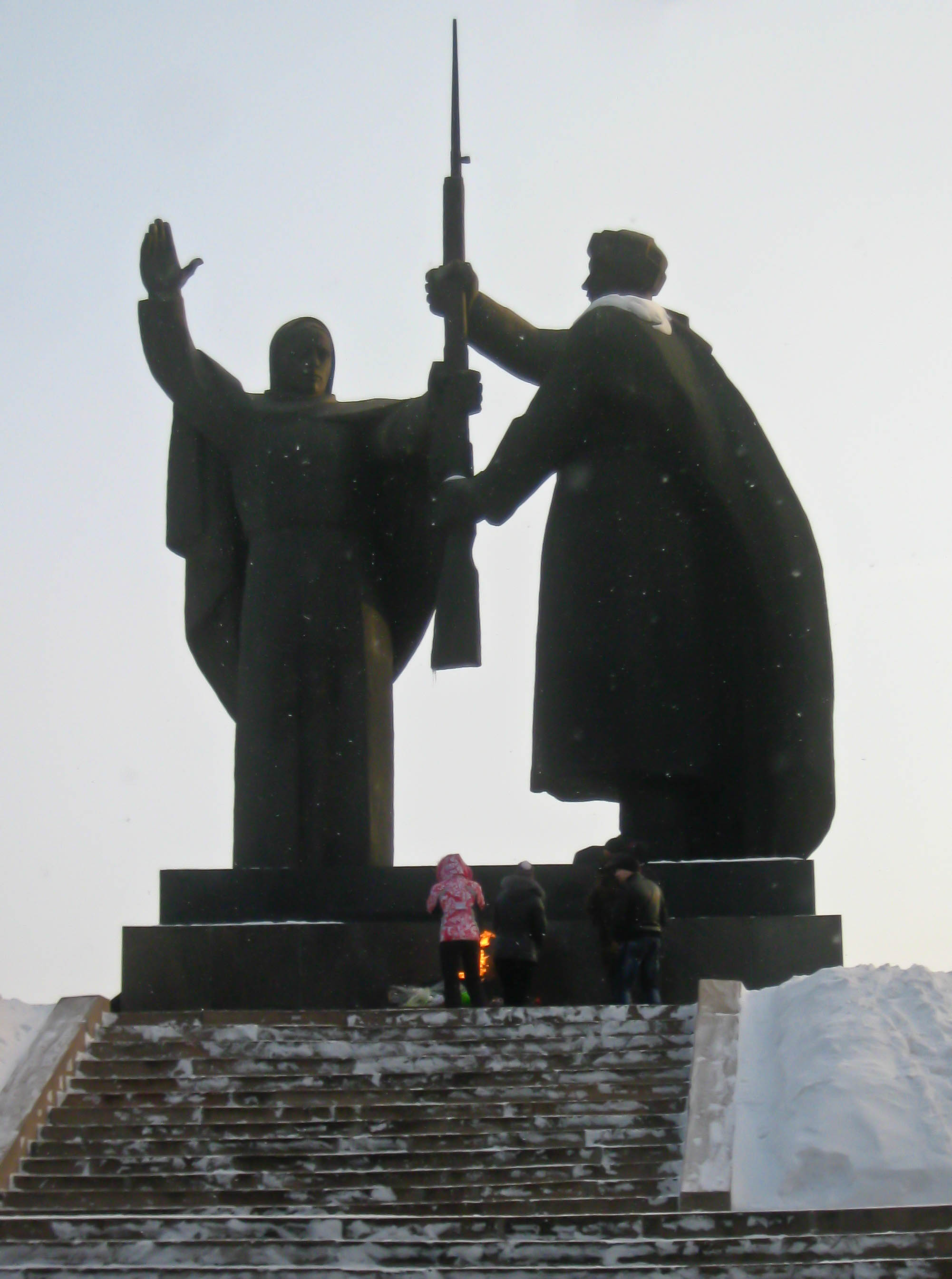
Томск. Лагерный сад
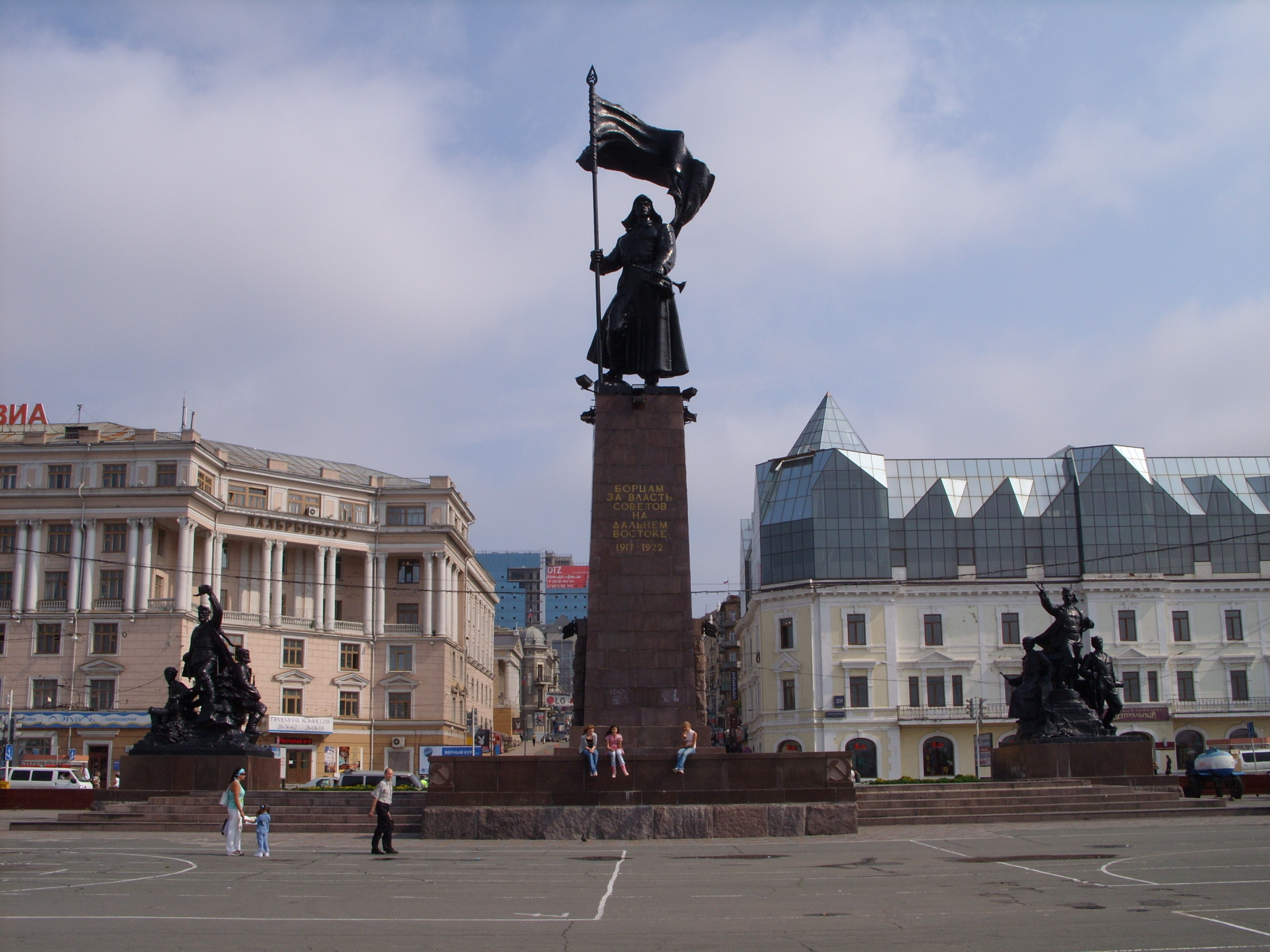
Памятник Борцам за власть Советов на Дальнем Востоке в г. Владивосток